# Barbro Hiort af Ornäs
Barbro Hiort af Ornäs (Gotemburgo, 28 de agosto de 1921 - Estocolmo, 28 de novembro de 2015) era uma atriz sueca.
Em 1958, ela recebeu, ao lado de Bibi Andersson, Ingrid Thulin e Eva Dahlbeck, o prêmio de melhor atriz no Festival de Cannes, por seu trabalho em Nära livet.

## Principais trabalhos
- Medan staden sover (1950)
- Barabbas (1953) … Maria de Magdala
- Nära livet (1958)
- För att inte tala om alla dessa kvinnor (1964)
- Skammen (1968)
- The Passion of Anna (1969)
- The Touch (1971)
- Scener ur ett äktenskap (1973)
- Den ofrivillige golfaren (1991)